# Communauté de communes du Val d’Oust et de Lanvaux
Die Communauté de communes du Val d’Oust et de Lanvaux ist ein ehemaliger französischer Gemeindeverband mit der Rechtsform einer Communauté de communes im Département Morbihan in der Region Bretagne, dessen Einzugsgebiet im Osten des Départements lag. Der am 2. Juli 1992 gegründete Gemeindeverband bestand aus 14 Gemeinden, der Verwaltungssitz befand sich im Ort Malestroit.

## Aufgaben
Zu den vorgeschriebenen Kompetenzen gehörten die Entwicklung und Förderung wirtschaftlicher Aktivitäten und des Tourismus sowie die Raumplanung auf Basis eines Schéma de Cohérence Territoriale. Der Gemeindeverband betrieb außerdem die Abwasserentsorgung.

## Historische Entwicklung
Die Communauté de communes du Val d’Oust et de Lanvaux startete am 2. Juli 1992 und war die erste Communauté de communes in ganz Frankreich. Dem Gemeindeverband gehören mit Ausnahme von Monterrein alle Gemeinden des Kantons Malestroit, die Gemeinden Saint-Congard und Saint-Laurent-sur-Oust des Kantons Rochefort-en-Terre und die Gemeinde Pleucadeuc des Kantons Questembert an.
Mit Wirkung vom 1. Januar 2017 fusionierte der Gemeindeverband mit der Guer Communauté und der Communauté de communes du Pays de la Gacilly und bildete so die Nachfolgeorganisation De l’Oust à Brocéliande Communauté.

## Mitgliedsgemeinden
Folgende 14 Gemeinden gehören der Communauté de communes du Val d’Oust et de Lanvaux an:
| Gemeinde                | Einwohner 1. Januar 2022 | Fläche km² | Dichte Einw./km² | Code INSEE | Postleitzahl |
| ----------------------- | ------------------------ | ---------- | ---------------- | ---------- | ------------ |
| Bohal                   | 862                      | 8,45       | 102              | 56020      | 56140        |
| Caro                    | 1.132                    | 37,74      | 30               | 56035      | 56140        |
| Lizio                   | 807                      | 16,96      | 48               | 56112      | 56460        |
| Malestroit              | 2.533                    | 5,81       | 436              | 56124      | 56140        |
| Missiriac               | 1.192                    | 13,47      | 88               | 56133      | 56140        |
| Pleucadeuc              | 1.850                    | 34,56      | 54               | 56159      | 56140        |
| Ruffiac                 | 1.396                    | 36,47      | 38               | 56200      | 56140        |
| Saint-Abraham           | 540                      | 6,72       | 80               | 56202      | 56140        |
| Saint-Congard           | 806                      | 21,87      | 37               | 56211      | 56140        |
| Saint-Guyomard          | 1.446                    | 19,66      | 74               | 56219      | 56460        |
| Saint-Laurent-sur-Oust  | 394                      | 3,88       | 102              | 56224      | 56140        |
| Saint-Marcel            | 1.129                    | 12,81      | 88               | 56228      | 56140        |
| Saint-Nicolas-du-Tertre | 455                      | 12,93      | 35               | 56230      | 56910        |
| Sérent                  | 3.386                    | 59,67      | 57               | 56244      | 56460        |